# João Torriano
Frei João Torriano (ou Turriano, 1611—1679) foi um religioso beniditino e arquitecto (engenheiro-mor do reino) português.

## Biografia
Foi filho de Leonardo Torriani, a quem sucedeu, e a seu irmão, Diogo Torriano, na direção da Aula de Risco do Paço da Ribeira.
Projetou o Mosteiro de Santa Clara-a-Nova, o dormitório novo do Mosteiro de Alcobaça e a igreja nova do Mosteiro de São Bento em Santo Tirso, entre outras obras. A sua intervenção na Abadia de Alcobaça fez-se também ao nível da fachada, pois foi por sua intervenção que aí foram colocadas duas estátuas em pedra, representando São Bento e São Bernardo.